# Live at Umbria Jazz
Live at Umbria Jazz è un album dal vivo del cantautore brasiliano João Gilberto, pubblicato nel 2002.

## Tracce
1. Isto Aqui o Que É?
2. De Conversa em Conversa
3. Pra Que Discutir com Madame?
4. Malaga
5. Estate
6. Lá Vem a Baiana
7. Corcovado
8. Doralice
9. Rosa Morena
10. Desafinado
11. Saudade da Bahia
12. O pato
13. Chega de Saudade
14. Girl from Ipanema